# Zuweisung (Recht)
Eine Zuweisung ist im deutschen Recht der dauernde oder vorübergehende Einsatz eines Beamten oder eines Tarifbeschäftigten des öffentlichen Dienstes bei einem anderen Arbeitgeber des privaten Rechtes.

## Definition

### Beamtenrecht
Nach Beamtenrecht ist die Zuweisung der dauernde oder vorübergehende Einsatz eines Beamten bei einem anderen Arbeitgeber des privaten Rechtes, der keine Dienstherrnfähigkeit besitzt, wobei der Beamtin / dem Beamten nur eine seinem Amt angemessene bzw. amtsentsprechende Tätigkeit übertragen werden darf und das Dienstverhältnis zur bisherigen Dienststelle aufrechterhalten bleibt. Grundsätzlich bedarf die Zuweisung der Zustimmung der Beamtin / des Beamten.
Beamtinnen und Beamten einer Dienststelle, die ganz oder teilweise in eine öffentlich-rechtlich organisierte Einrichtung ohne Dienstherrnfähigkeit oder eine privatrechtlich organisierte Einrichtung der öffentlichen Hand umgewandelt wird, kann auch ohne ihre Zustimmung eine ihrem Amt entsprechende Tätigkeit bei dieser Einrichtung zugewiesen werden, wenn öffentliche Interessen es erfordern.
Für Beamte bei den Postnachfolgeunternehmen Deutsche Telekom AG, Deutsche Post AG und Deutsche Bank AG gibt es besondere Regelungen. Nach § 4 Postpersonalrechtsgesetz ist die dauerhafte Zuweisung einer dem Amt entsprechenden Tätigkeit auch ohne Zustimmung des Beamten zulässig, wenn es sich um ein Unternehmen handelt, deren Anteile ganz oder mehrheitlich der Aktiengesellschaft (Tochtergesellschaft) oder diesem Unternehmen (Enkelgesellschaft) gehören. Alle anderen Zuweisungen sind nur mit der Einwilligung des Beamten möglich.
Die Rechtsstellung des Beamten bleibt unberührt.

### Tarifrecht
Tarifbeschäftigten im öffentlichen Dienst kann im dienstlichen/betrieblichen oder öffentlichen Interesse mit ihrer Zustimmung vorübergehend eine mindestens gleich vergütete Tätigkeit bei einem Dritten zugewiesen werden. Die Zustimmung kann nur aus wichtigem Grund verweigert werden.
Die Rechtsstellung der Beschäftigten bleibt unberührt.

## Rechtsgrundlage
Rechtsgrundlage für Bundesbeamte ist § 29 Bundesbeamtengesetz (BBG). Für Beamte der Länder (und Kommunen) finden sich Regelungen bis zum 31. März 2009 in § 123a Beamtenrechtsrahmengesetz (BRRG), ab 1. April 2009 in § 20 Beamtenstatusgesetz. Für Beamte bei den Postnachfolgeunternehmen findet sich eine Regelung in § 4 Abs. 4 Postpersonalrechtsgesetz mit besonderen Voraussetzungen.
Nach § 4 Tarifvertrag für den öffentlichen Dienst (TVöD) (und TV-L) können auch Tarifbeschäftigte (früher Arbeiter und Angestellte) des öffentlichen Dienstes aus dienstlichen oder betrieblichen Gründen unter Fortführung des bestehenden Arbeitsverhältnisses zu anderen Dienststellen zugewiesen werden, die nicht unter das Tarifrecht des öffentlichen Dienstes fallen.

## Beteiligung des Personalrates bzw. des Betriebsrates
Zuweisungen unterliegen der Mitbestimmung des Personalrates und bei den Beamten der Postnachfolgeunternehmen der Mitbestimmung des Betriebsrates. (§ 78  Abs. 1 Nr. 7 Bundespersonalvertretungsgesetz (BPersVG), § 28 PostPersRG)
Nach § 5 Abs. 1 Satz 3 Betriebsverfassungsgesetz sind zugewiesene Beamte (und Arbeitnehmer) für den Betriebsrat der Gesellschaft, zu der sie zugewiesen sind, aktiv und passiv wahlberechtigt. Für die Postnachfolgeunternehmen findet sich die Regelung in § 24 Abs. 3 Postpersonalrechtsgesetz.

## Rechtsschutz
Bei der Zuweisung handelt es sich um einen Verwaltungsakt (§ 35 Verwaltungsverfahrensgesetz). Dem Beamten ist vor der Zuweisung im Rahmen einer Anhörung die Gelegenheit zu geben, sich zu der beabsichtigten Zuweisung zu äußern (§ 28 Verwaltungsverfahrensgesetz). Die Zuweisung muss eine Rechtsbehelfsbelehrung enthalten (§ 58 Verwaltungsgerichtsordnung).